# كأس الاتحاد الإنجليزي 1956–57
كأس الاتحاد الإنجليزي 1956–57 (بالإنجليزية: 1956–57 FA Cup)‏ هو الموسم 76 من  كأس الاتحاد الإنجليزي. أقيم خلال الفترة 8 سبتمبر 1956 وحتى 4 مايو 1957، والذي يشرف على تنظيمه الاتحاد الإنجليزي لكرة القدم، وفاز فيه أستون فيلا.